# Alexandr Brandejs

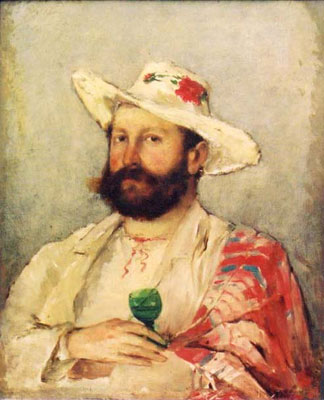
Alexander Brandeis, Gemälde von Václav Brožík

Alexandr Brandejs (auch: Alexander Brandeis, Alexandr Brandeis, Alexander Brandejs; * 7. September 1848 in Hřebečníky, damals Kaisertum Österreich, heute Tschechien; † 19. Mai 1901, Prag, damals Österreich-Ungarn) war ein tschechischer Grundbesitzer, Unternehmer und Mäzen tschechischer Künstler.

## Leben
Alexandr Brandejs entstammte der wohlhabenden jüdischen Familie Brandejs. Er wurde in Hřebečníky geboren, wo seine Familie im 19. Jahrhundert einen Hof und ein Gestüt besaß.
1866 mietete die Familie Brandejs ein Gut in Suchdol.
Auf diesem Gut lebte Alexandr Brandejs, hier hatte er seine Kunstsammlung und hier trafen sich tschechische Künstler.
Alexandr Brandejs unterstützte die tschechischen Künstler finanziell und indem er ihnen Aufträge von Adligen vermittelte. Außerdem organisierte er kostenlose Kartoffellieferungen nach Prag für diese Künstler, weshalb er auch den Spitznamen „Kartoffel-Mäzen“ bekam.
Bei Brandejs trafen sich die meisten Künstler der Nationaltheatergeneration (Generace Národního divadla). Zu diesen Künstlern gehörten die Kunstmaler Mikoláš Aleš, František Ženíšek, Václav Brožík, Josef Václav Myslbek, Emanuel Krescenc Liška, Antonín Chittussi, Antonín Lhota, Jakub Schikaneder, die Architekten Jan Zeyer, Antonín Wiehl, die Schriftsteller Julius Zeyer, Jaroslav Vrchlický.
Unter den Werken der Kunstmaler Ženíšek, Schikaneder, Brožík und Aleš befinden sich Porträts von Mitgliedern der Familie Brandejs. Ein Pferd von Brandejs diente Myslbek als Modell für die Statue des hl. Wenzel auf dem Prager Wenzelsplatz.

## Anerkennung

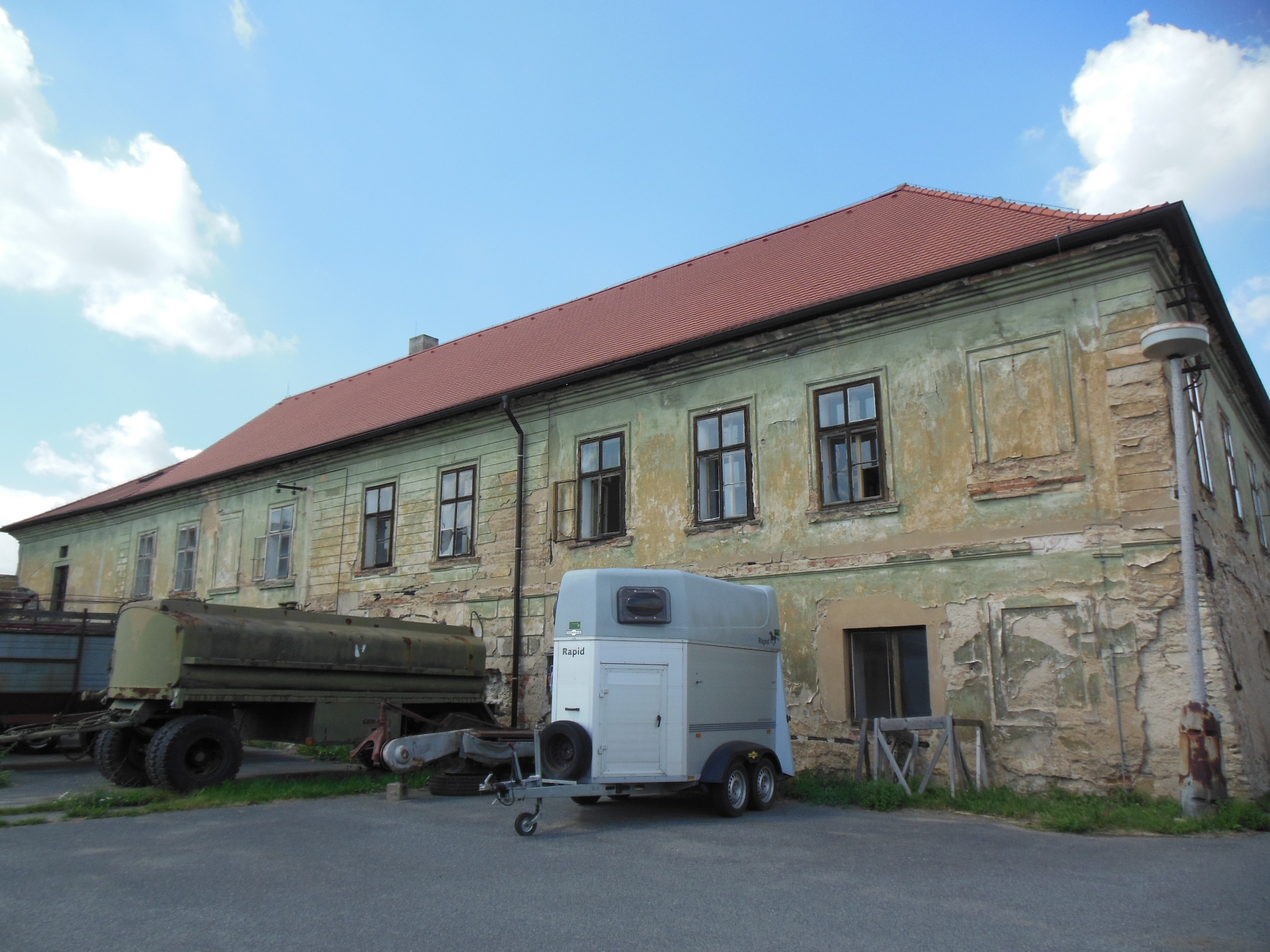
Brandejs-Gut in Suchdol

Im Jahr 2004 veranstaltete das Jüdische Museum in Prag in der Robert-Guttmann-Galerie eine Ausstellung zum Thema Alexandr Brandejs und Adolf Wiesner: Der Kunstmäzen und sein Schwiegersohn.
Im Prager Stadtteil Suchdol wurde der Brandejsovo náměstí (Brandejs-Platz) nach Brandejs benannt.⊙
Das Gutshaus in Suchdol, das von Brandejs bewohnt wurde, trägt den Namen Brandejsův statek (Brandejs-Hof).⊙ Es ist ein herrschaftlicher Hof, der im 10. Jahrhundert gegründet wurde.
Die Gebäude wurden ursprünglich in gotischem Stil erbaut, später barockisiert.
Nach einem Brand im Jahr 1822 wurden sie restauriert.
Seit der zweiten Hälfte des 20. Jahrhunderts werden sie von der Tschechische Agraruniversität Prag genutzt.

## Familie
Brandejs war verheiratet mit Jenny, geborene Witz. Seine älteste Tochter Helena (1877–1975) war verheiratet mit dem Kunstmaler Adolph Wiesner. Das Ehepaar wurde 1942 in das KZ Theresienstadt deportiert, wo Adolph Wiesner 1942 starb. Helena überlebte und wohnte nach dem Krieg in England. Der Sohn von Helena und Adolph Wiesner, René Wiesner (1904–1974) war Architekt und Experte für Glasbetonkonstruktionen. Eine Enkelin von Brandejs war mit dem Architekten und Illustrator Emil Weiss (1896–1965) verheiratet.